# Copycat (film)
Copycat is een Amerikaanse film van Jon Amiel die werd uitgebracht in 1995. 

## Verhaal
San Francisco. Helen Hudson is een psychiater die zich heeft gespecialiseerd in het bestuderen van seriemoordenaars en in het analyseren van hun gedrag en werkwijze. Over dat onderwerp heeft ze succesrijke boeken op haar naam staan. Een jaar geleden, na een lezing die ze gehouden had naar aanleiding van haar nieuwste werk, werd ze in het toilet gewelddadig aangerand door een psychopaat die ze vroeger nog had behandeld. Ze ontsnapte toen ternauwernood aan de dood. Getraumatiseerd door die aanslag lijdt ze sindsdien aan agorafobie. Ze leeft teruggetrokken in haar appartement, samen met een homoseksuele vriend die een oogje in het zeil houdt.
De politie ontdekt dat er opnieuw een seriemoordenaar aan het werk is in de stad. Politie-inspecteurs M.J. Monahan en Rueben Goetz hebben al hun overtuigingskracht nodig om de deskundige medewerking van Helen Hudson te verkrijgen. Hudson komt tot de bevinding dat de dader een copycat is: hij kopieert de moorden van beruchte seriemoordenaars zoals Albert DeSalvo, bijgenaamd 'the Boston Strangler', David Berkowitz, Jeffrey Dahmer en Ted Bundy.
De inspecteurs en Hudson slaan de handen ineen om de seriemoordenaar op het spoor te komen. Die heeft het echter ook gemunt op Hudson.

## Rolverdeling
| Acteur            | Personage                        |
| ----------------- | -------------------------------- |
| Sigourney Weaver  | psychiater Helen Hudson          |
| Holly Hunter      | politie-inspecteur M.J. Monahan  |
| Dermot Mulroney   | politie-inspecteur Rueben Goetz  |
| Harry Connick jr. | Daryll Lee Cullum, de psychopaat |
| William McNamara  | Peter Foley, de seriemoordenaar  |
| Will Patton       | politie-inspecteur Nicoletti     |
| J. E. Freeman     | luitenant Thomas Quinn           |

## Realisatie
Het oorspronkelijke scenario was van de hand van Ann Biderman, die tot dan vooral naam had gemaakt als scenarist van NYPD Blue. Omdat de producenten niet helemaal tevreden waren over het scenario, werd een tweede scenarist ingehuurd, Jay Presson Allen. Als regisseur werd gekozen voor Jon Amiel, die zijn carrière was begonnen bij de BBC en kort ervoor succesvol de film Sommersby had gedraaid. De rolverdeling werd als origineel ervaren, omdat Sigourney Weaver werd gecast als slachtoffer en Holly Hunter als agent die haar moet beschermen.